# Miguel Cardoso
José Miguel Azevedo Cardoso (ur. 28 maja 1972 w Trofie) – portugalski trener piłkarski.

## Kariera
Cardoso nie był nigdy zawodowym piłkarzem, dlatego też karierę trenerską rozpoczynał niepozornie, bez większego piłkarskiego doświadczenia. W 1993 roku został szkoleniowcem juniorskiej drużyny klubu S.C. Espinho. To stanowisko pełnił przez rok. W 2003 rozpoczął pracę w samym FC Porto w roli również trenera juniorskiej drużyny. To stanowisko pełnił jednak tylko rok. W 2007 roku został asystentem trenera Académica Coimbra i od tego momentu zaczął odnosić sukcesy zawodowe. W następnych kilku latach zaliczył pracę w roli asystenta w takich klubach jak SC Braga, Sporting CP czy Deportivo La Coruña, towarzysząc tam trenerowi Domingosowi. W 2013 roku objął juniorską drużynę Szachtara Donieck. W 2016 roku objął stanowisko asystenta trenera Szachtara Paulo Fonseki. W 2017 roku Cardoso otrzymał możliwość prowadzenia drużyny jako pierwszy trener, został bowiem szkoleniowcem Rio Ave. Po roku pracy ponownie został doceniony i otrzymał możliwość prowadzenia francuskiej drużyny FC Nantes. Tam jednak nie poradził sobie zbyt dobrze. Już w październiku 2018 roku został zwolniony z powodu słabych wyników. W listopadzie 2018 roku został szkoleniowcem hiszpańskiej drużyny Celta Vigo. W marcu 2019 roku został zwolniony z tego stanowiska z powodu słabych wyników.